# Hjälmpärlhöna
Hjälmpärlhöna (Numida meleagris) är en flocklevande hönsfågel, som  förekommer över stora delar av Afrika söder om Sahara och som domesticerad i stora delar av västvärlden, i synnerhet Frankrike.

## Utseende
Hjälmpärlhönan är en stor och kraftig hönsfågel som mäter 53–58 centimeter och väger omkring 1,3 kilogram. Den har en rund kropp och ett litet huvud. Fjäderdräkten är gråsvart med små fina vita prickar. Den har obefjädrade ben, en mörkgul eller rödaktig benkam på huvudet som är fjäderlöst och skinnet är rött och blått vilket sträcker sig ned på halsen. Den har korta rundade vingar och kort stjärt. Underarterna skiljer sig i storlek, proportioner, och färg på benkammen och i ansiktet.

## Läten
Hjälmpärlhönans läten är omusikaliska, skrovliga och varierande. Bland annat hörs tvåstaviga "ka-back" från honan, hårda "teck-teck-teck..." ibland uppblandade med rullande ljud samt klagande "tje-tjih, tje-tjih,...".

## Utbredning och taxonomi
Hjälmpärlhönan delas upp i fem grupper av nio underarter med följande utbredning:
- Numida meleagris sabyi – nordvästra Marocko
- Numida meleagris galeatus – Västafrika till södra Tchad, centrala Kongo-Kinshasa och norra Angola
- meleagris-gruppen
  - Numida meleagris meleagris – östra Tchad till Etiopien, norra Kongo-Kinshasa, Uganda och norra Kenya
  - Numida meleagris somaliensis – nordöstra Etiopien och Somalia
- Numida meleagris reichenowi – Kenya och centrala Tanzania
- mitratus-gruppen
  - Numida meleagris mitratus – Tanzania till östra Moçambique, Zambia och norra Botswana
  - Numida meleagris marungensis – södra Kongobäckenet till västra Angola och Zambia
  - Numida meleagris papillosus (syn. damarensis) – södra Angola till Botswana och Namibia
  - Numida meleagris coronatus – östra Sydafrika

Arten har inplanterats till en rad platser runt om i världen, bland annat södra Frankrike, Saudiarabien, Australien, Kap Verde, Västindien, Komorerna och Hawaii.

## Ekologi
Hjälmpärlhönan är en flockfågel som ofta lever i familjegrupper eller i större flockar. Den föredrar varma, ganska torra och öppna häckningshabitat med enstaka buskar och träd, som savann eller odlingsbyggd. Den lägger i genomsnitt åtta till tolv ägg direkt på marken i en grund gropp och honan ruvar dem i 27-28 dagar.

## Hjälmpärlhönan och människan
Pärlhönsen har fått sitt namn på grund av fjäderdräktens mönstring. Hjälmpärlhönan föds upp för köttets skull, i synnerhet i Frankrike, där dess något mörkare, fasanlika kött uppskattas och ofta förekommer i festligare recept.

## Status och hot
Arten har ett stort utbredningsområde och en stor population med stabil utveckling. Utifrån dessa kriterier kategoriserar IUCN arten som livskraftig (LC).

## Bildgalleri

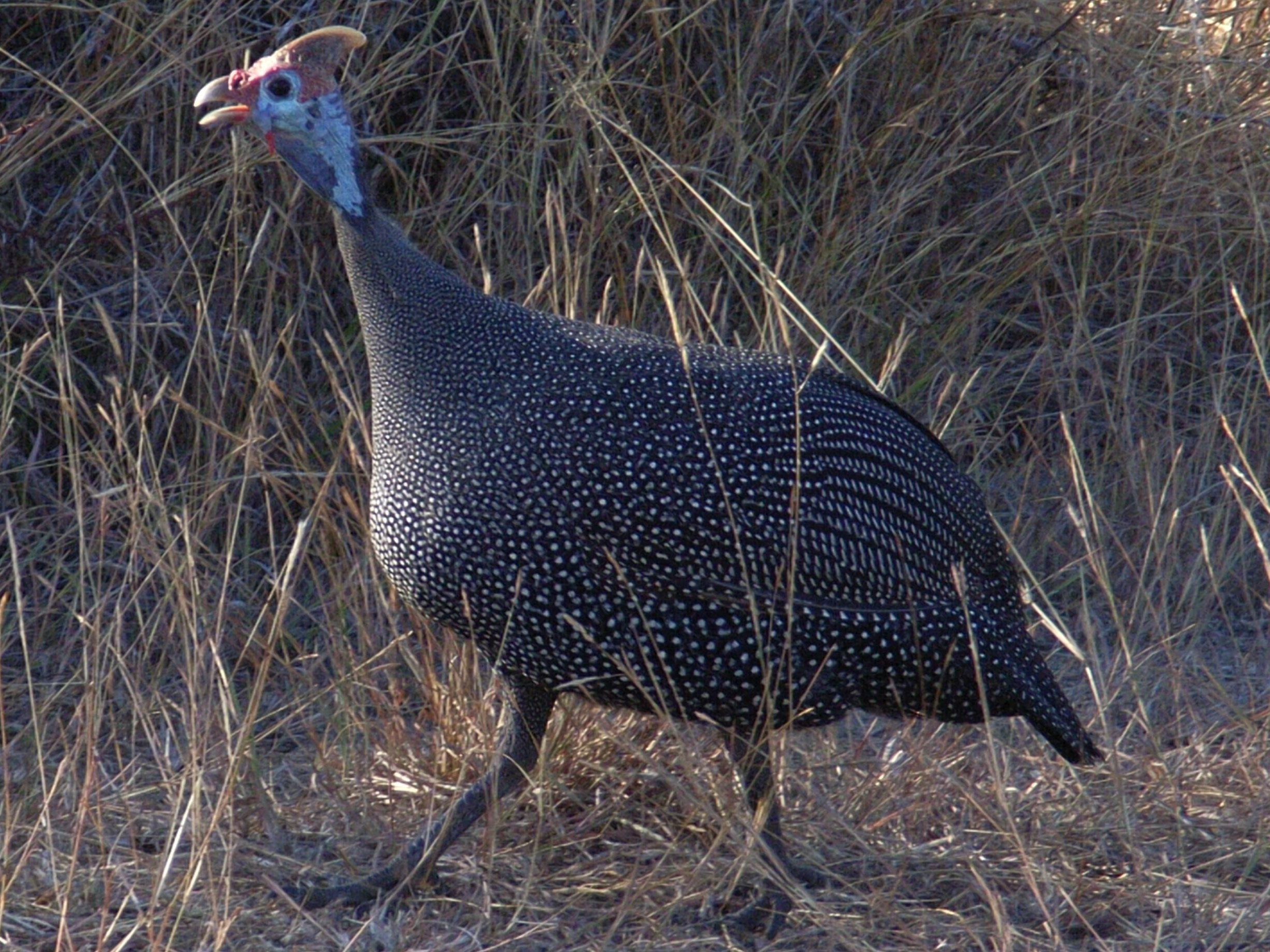
Kruger nationalpark, Sydafrika
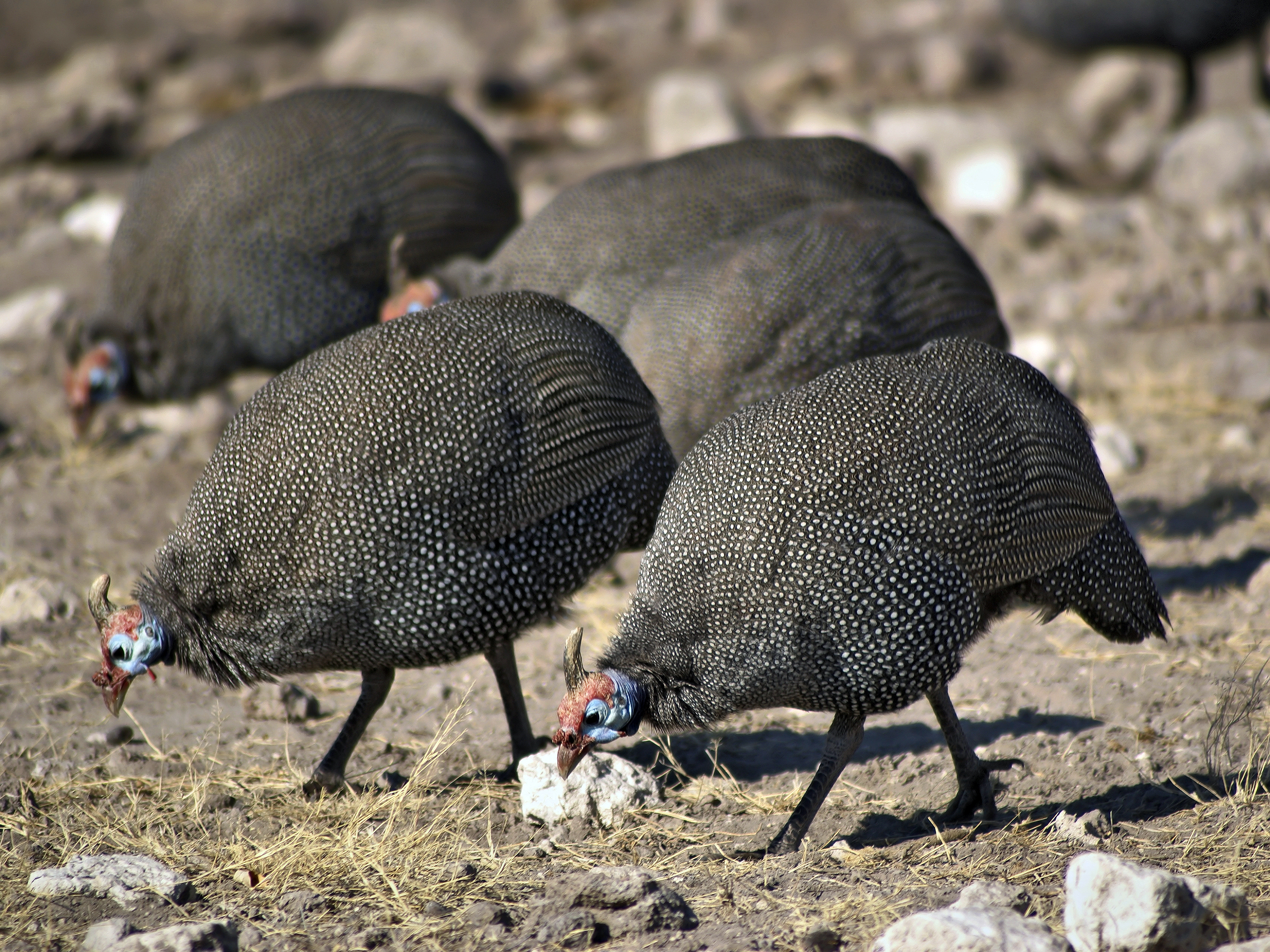
Etosha nationalpark, Namibia
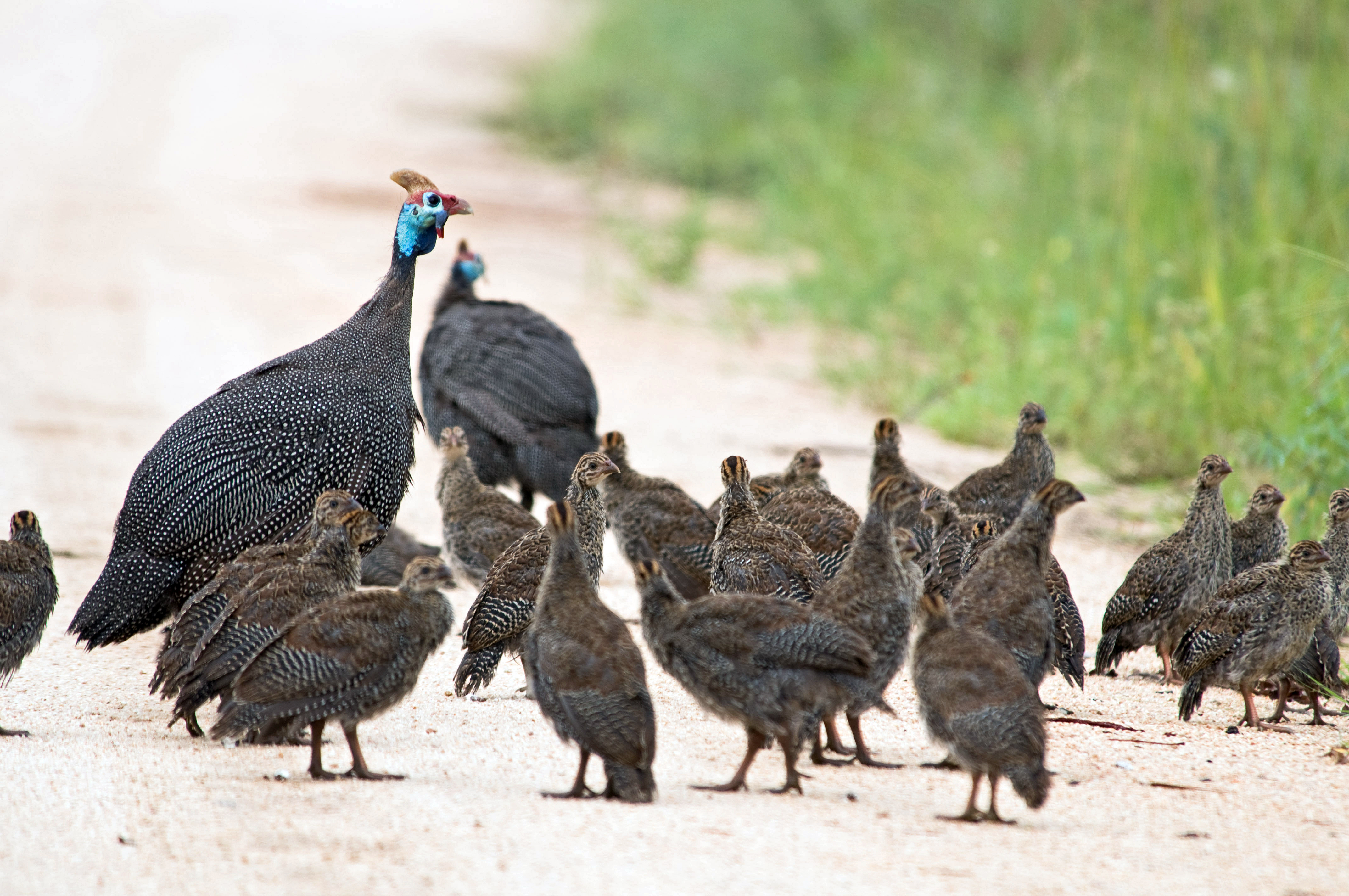
Med ungar.
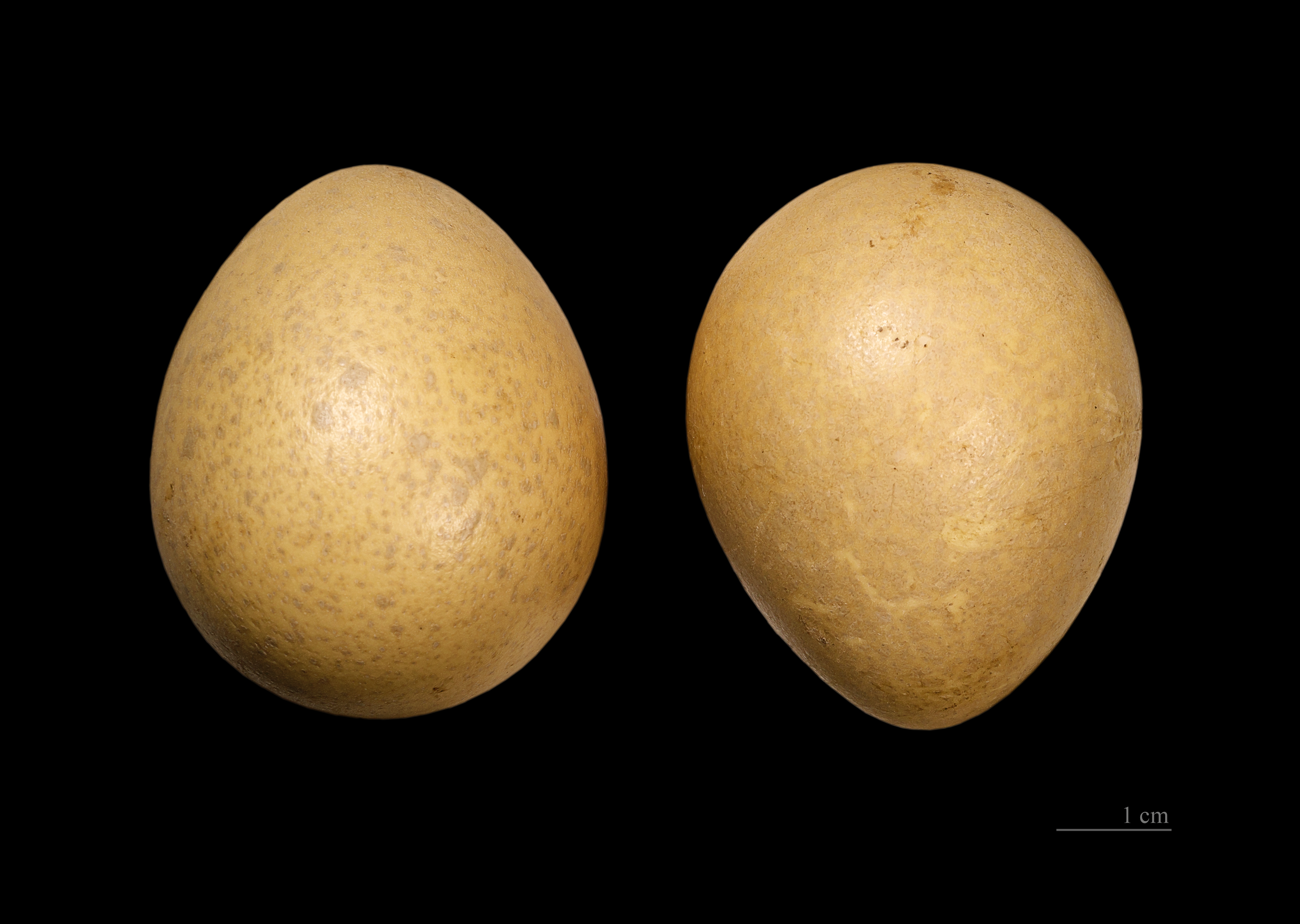
Ägg av hjälmpärlhöna